# بومبيا (أخت بومبيوس سترابو)
بومبيا (عاشت في القرن 2 و 1 قبل الميلاد) كانت امرأة رومانية. ولدت بومبيا ونشأت في عائلة نبيلة في بيكنوم (ماركي وأبروتسو الحديثة) وهي منطقة ريفية في شمال إيطاليا، قبالة ساحل البحر الأدرياتيكي.
كانت والدة بومبيا امرأة تدعى لوسيليا. نشأت عائلة لوسيليا من سويسا أورونكا ( سيسا أورونكا الحديثة) وكانت شقيقة شاعر هجاء جايوس لوسيليوس (Gaius Lucilius) . كان لوسيليوس صديقًا للجنرال الروماني سكيبيو اميليانوس.